# Abdul Baser Wasiqi
Abdul Baser Wasiqi (12 juli 1975) is een Afghaanse atleet, die is gespecialiseerd in de lange afstand.

## Loopbaan
In 1996 kwalificeerde Wasiqi zich voor de Olympische Spelen in Atlanta op de marathon. Ondanks dat hij geblesseerd was nam hij toch deel aan deze wedstrijd, die hij hinkelend volbracht in een tijd van 4:24.17, ver boven zijn persoonlijk record van 2 uur en 33 minuten. Hij finishte als laatste op de 111e plaats, met bijna anderhalf uur achterstand op de voorlaatste. Hij bereikte het stadion op het moment dat daar de voorbereidingen plaatsvonden voor de slotceremonie. Hiermee werd uiteindelijk gewacht, totdat hij gefinisht was.

## Palmares

### marathon
- 1996: 111e OS - 4:24.17